# Iepê
Iepê é um município brasileiro localizado no interior do estado de São Paulo. Sua população estimada pelo IBGE em 2024 era de 7.739 habitantes.

## História

### Famílias pioneiras
Antônio de Almeida Prado, Francisco Severiano de Almeida, José Lino Santana, João Rudino Santana, Anfrísio Rodrigues, João Antônio Rodrigues, Tertuliano Machado Coutinho (1º Presbítero da Igreja Presbiteriana Independente), em cuja casa iniciou-se a primeira comunidade evangélica de Iepê.

### Origens
O Sertão dos Patos, onde se localiza Iepê atualmente, era povoado desde o ano de 1917 por algumas famílias. Neste mesmo ano, a Companhia Brasileira de Colonização (responsável pelo loteamento das terras da região), doou dez alqueires de terras para ser fundado o patrimônio de São Roque da Boa Esperança. Este estava localizado nas proximidades do Córrego do Patos, no município de Conceição de Monte Alegre, comarca de Campos Novos do Paranapanema, e que foi elevado a distrito policial em 1926.
Em meados de 1917 chegam Anfrísio Rodrigues e Júlia Coutinho Rodrigues; dez anos depois foi a vez de Antônio Zanoni. Em 1934 chegam Germano Gonçalves dos Santos e Leônidas Ribeiro Passos, em 1937 Emiliano Salustiano e por fim no ano de 1938 Antônio Francisco da Silva (Antônio Rosa) e José Cândido da Silva.
O local desenvolveu-se com o decorrer dos anos, no entanto, os moradores sentiram a necessidade de ser construída uma escola, para que seus filhos recebessem educação formal. Francisco Severiano de Almeida, mais conhecido por Chico Maria, tentando solucionar o problema, procurou os dirigentes locais solicitando autorização para a construção da escola.
Estes não aceitaram a sua proposta por questões meramente religiosas, pois Chico Maria era protestante e o Patrimônio pertencia à Igreja Católica. Então ele propôs que fundada a escola o professor seria católico. Mesmo assim, a idéia de Chico Maria não foi aceita.
A situação agravou-se mais ainda quando faleceu um protestante e foi sepultado no cemitério local. Os então dirigentes do Patrimônio mandaram cercar o cemitério, deixando do lado de fora o túmulo do protestante.
Depois do ocorrido, Chico Maria foi à residência de João Santana comunicar-lhe a idéia de fundar um novo patrimônio onde houvesse liberdade religiosa para todos os credos. Desta feita, os dois dirigiram-se à casa de Antônio de Almeida Prado, sobrinho de Chico Maria. Este, depois de saber dos planos do tio, doou dez alqueires de terra para a fundação do novo patrimônio.
Assim, em abril de 1923 foi fundado o patrimônio de “Liberdade” nas terras recém doadas, que deu origem a atual cidade de Iepê. O patrimônio de Liberdade também foi elevado a distrito policial em 1926.

### Formação territorial-administrativa
Histórico da formação do município:
- Distrito criado por Lei Estadual nº 2254, de 29 de dezembro de 1927, mas com o nome de Iepê, sob jurisdição do município de Conceição de Monte Alegre. Caio Simões propôs o nome de Iepê, que na tradição lingüística Tupi-guarani significa liberdade, pois já existia no estado de São Paulo um outro distrito com esta denominação (o atual distrito da Liberdade na capital).[12]
- Em 05 de julho de 1935, Iepê deixou de pertencer ao município de Conceição do Monte Alegre e passou à jurisdição de Rancharia, permanecendo até o ano de 1944.
- O distrito, em 5 de agosto de 1940, passou a ser constituído de duas zonas, sendo a primeira zona Iepê, e a segunda zona Alegria.
- Elevado à categoria de município com a denominação de Iepê, por Decreto-lei nº 14334, de 30 de novembro de 1944, desmembrado de Rancharia, Martinópolis e Paraguaçu Paulista, com sede no antigo distrito de Iepê. Constituído de 2 distritos: Iepê e Agissê (ex-Alegria).

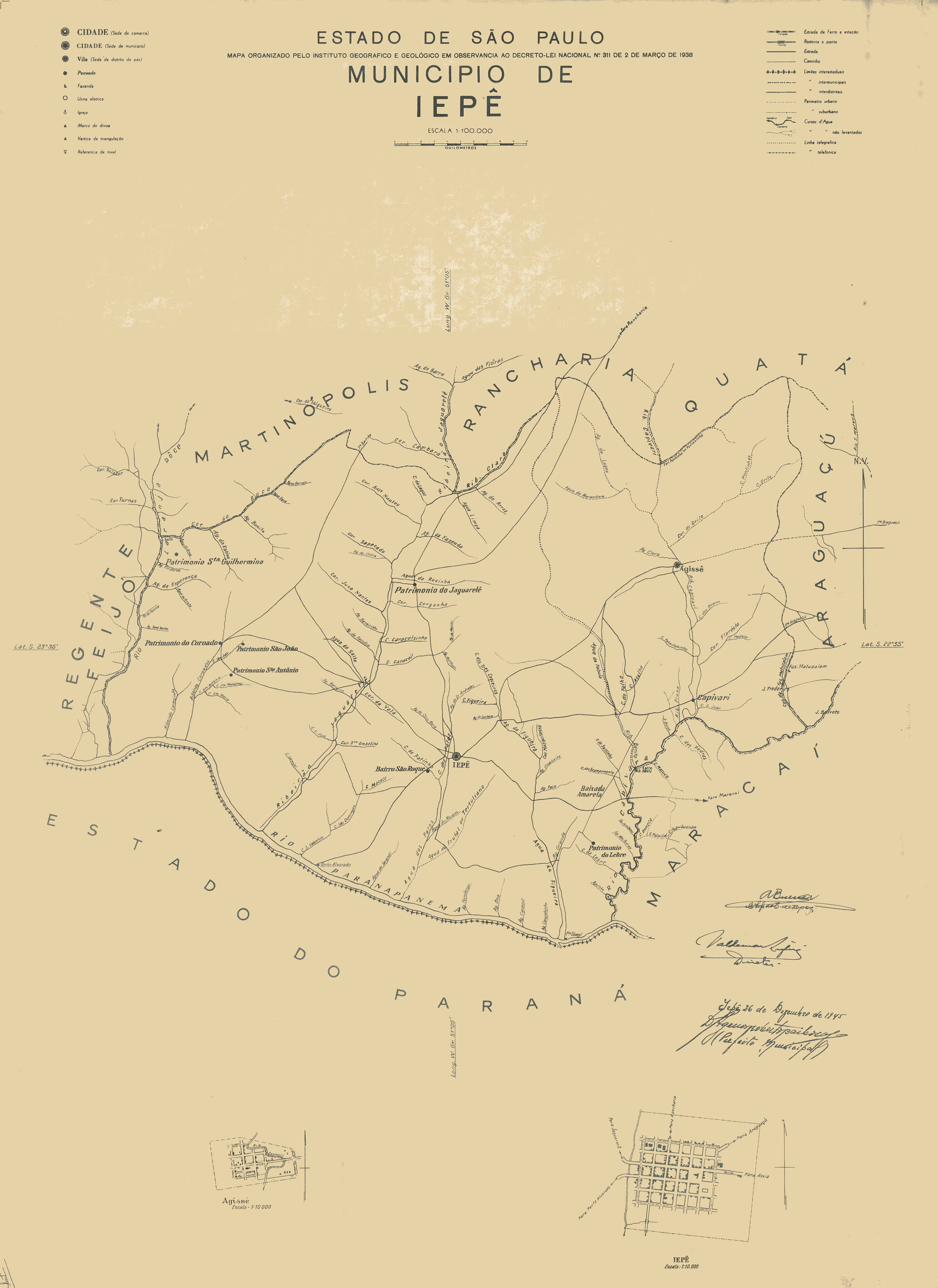
Mapa de Iepê (1944).

Esta data passou a ser comemorada a partir de 1990, pois antes a comemoração era feita no dia 24 de junho, dia de São João Batista, o padroeiro da cidade.
A instalação do município ocorreu no dia 1º de janeiro de 1945, com a nomeação do primeiro prefeito municipal de Iepê - Dr. Agenor Roberto Barbosa. Passados quatro anos, nesta mesma data, foi instalada a primeira Câmara Municipal da cidade, tendo como primeiro presidente o Sr. Odilon Amâncio Taveira.
- Lei Estadual nº 233, de 24 de dezembro de 1948, desmembra do município de Iepê o distrito de Agissê, sendo seu território incorporado ao município de Rancharia.
- No dia 30 de dezembro de 1953 foi criado o distrito de Nantes pelo Decreto-lei nº 2456.
- Pela Lei nº 9.330, de 27 de dezembro 1995, o distrito de Nantes é elevado à categoria de município, se emancipando de Iepê.

Em 1963, Iepê teve a sua primeira vara distrital criada, como não foi instalada, revogou-se a lei em 1969. No dia 7 de junho de 1988, foi aprovado, pela segunda vez, na Assembléia Legislativa do Estado de São Paulo, o Projeto de Lei nº 725/87, a criação da Vara Distrital de Iepê, que foi instalada quatro anos depois.

## Geografia
Localiza-se a uma latitude 22º39'38" sul e a uma longitude 51º04'34" oeste, estando a uma altitude de 400 metros. Possui uma área de 595 km².
Iepê faz parte da 10ª Região Administrativa, com sede em Presidente Prudente, e integra a Região de Governo de mesmo nome. Está localizado a 514 km da Capital Paulista, no Pontal do Paranapanema, região do baixo Vale do Rio Paranapanema Paulista. Iepê destaca-se por sua tranquilidade e belezas naturais.

### Hidrografia
- Rio Paranapanema
- Ribeirão do Jaguaretê
- Ribeirão Capivari
- Rio Água dos Patos
- Cachoeira da Marisa
- Cachoeira do Moacir

### Rodovias
- SP-421
- SP-457

## Demografia

### População
| Crescimento populacional                             | Crescimento populacional | Crescimento populacional | Crescimento populacional |
| Ano                                                  | População Total          |                          | %±                       |
| ---------------------------------------------------- | ------------------------ | ------------------------ | ------------------------ |
| 1946                                                 | 13 010                   |                          | —                        |
| 1950                                                 | 12 157                   |                          | −6,6%                    |
| 1958                                                 | 15 016                   |                          | 23,5%                    |
| 1960                                                 | 15 551                   |                          | 3,6%                     |
| 1970                                                 | 12 586                   |                          | −19,1%                   |
| 1980                                                 | 9 360                    |                          | −25,6%                   |
| 1991                                                 | 10 013                   |                          | 7,0%                     |
| 2000                                                 | 7 257                    |                          | −27,5%                   |
| 2010                                                 | 7 628                    |                          | 5,1%                     |
| 2022                                                 | 7 619                    |                          | −0,1%                    |
| Est. 2024                                            | 7 739                    | [ 13 ]                   | 1,6%                     |
| Fontes: Censos Demográficos IBGE e Estimativas SEADE |                          |                          |                          |

### Dados demográficos
Dados do Censo - 2000
População total: 7.257
- Urbana: 5.958
- Rural: 1.299
- Homens: 3.611
- Mulheres: 3.646
- Densidade demográfica (hab./km²): 12,18
- Mortalidade infantil até 1 ano (por mil): 22,18
- Expectativa de vida (anos): 68,16
- Taxa de fecundidade (filhos por mulher): 2,32
- Taxa de alfabetização: 86,35%
- Índice de Desenvolvimento Humano (IDH-M): 0,750
- IDH-M Renda: 0,679
- IDH-M Longevidade: 0,719
- IDH-M Educação: 0,853

(Fonte: IPEADATA)

## Política e administração
- Prefeito: Murilo Nóbrega Campos (2018/2024)[18]
- Vice-prefeita: Betina Jordão Jacomelli
- Presidente da câmara: Cleber Aparecido de Jesus (2019/2020)

## Economia
O município de Iepê possui forte presença da agricultura, especialmente na produção de grãos e cana-de-açúcar.

## Infraestrutura

### Energia
A concessionária de energia elétrica que atende o município é a Energisa Sul-Sudeste, antiga Caiuá (distribuidora do grupo Rede Energia).

### Comunicações
O sistema de telefones automáticos foi inaugurado na cidade em 1968 pela Empresa Telefônica Paulista. Já o sistema de discagem direta à distância (DDD) foi implantado em 1982 pela Telecomunicações de São Paulo (TELESP) com o código de área (0182).
Na década de 90 o código DDD da cidade foi alterado para (018), para padronização do sistema telefônico com a telefonia celular que estava sendo implantada em todo o estado.

## Religião
O Cristianismo se faz presente na cidade da seguinte forma:

### Igreja Católica
- A igreja faz parte da Diocese de Assis.[25]

### Igrejas Evangélicas
Entre as igrejas protestantes históricas, pentecostais e neopentecostais, encontram-se na cidade:
- Assembleia de Deus Ministério do Belém.[28][29]
- Congregação Cristã no Brasil.[30]
- Igreja Presibiteriana Independente do Brasil.[31]